# Karános
Karános, en grec moderne : Καράνος, est un village du dème de Plataniás, en Crète, en Grèce. Selon le recensement de 2011, la population de Karános compte 81 habitants. Le village est situé à une altitude de 500 m et à une distance de 27 km de La Canée.

## Recensements de la population
| Recensements | 1900 | 1920 | 1928 | 1940 | 1951 | 1961 | 1971 | 1981 | 1991 | 2001 | 2011 |
| ------------ | ---- | ---- | ---- | ---- | ---- | ---- | ---- | ---- | ---- | ---- | ---- |
| Population   | 147  | -    | 167  | 129  | 108  | 129  | 219  | 191  | -    | 162  | 81   |